# Idaea consolidata
Idaea consolidata är en fjärilsart som beskrevs av Lederer. Idaea consolidata ingår i släktet Idaea och familjen mätare. Inga underarter finns listade i Catalogue of Life.